# Confederação Tribal do Norte
```
   |-
       | 
Erro:
:  
valor não especificado para "
continente
"
```

Confederação Tribal do Norte (em russo:  Северная конфедерация племён), também Federação Tribal do Norte (em russo:  Северная федерация племён), Aliança Tribal do Norte (em russo:  Северный союз племён) ou Super União do Norte (em russo:  Северный суперсоюз) é uma hipotética entidade política intertribal eslava oriental e fino-úgrica que se formou em meados do séc. IX na parte norte da planície da Europa Oriental. A confederação incluía as tribos eslovenas do Ilmen, kriviches e as tribos fino-úgricas merianas, e também, possivelmente, os chudes e vesianos. Os nomes de qualquer um dos líderes da confederação não são conhecidos com certeza. De acordo com as crônicas russas, as tribos da confederação expulsaram os varangianos que exigiam tributo deles e, depois de um período de luta, chamaram os varangianos para reinar, liderados por Rurique. Elena Melnikova acredita que o território da confederação foi uma das regiões onde ocorreram os processos de formação estatal. Segundo o arqueólogo Valentin Sedov, um estudo mais detalhado da história da Confederação de Tribos do Norte é impossível sem pesquisa arqueológica. A confederação precedeu o primeiro Estado russo - o Estado de Rurique.

## Composição

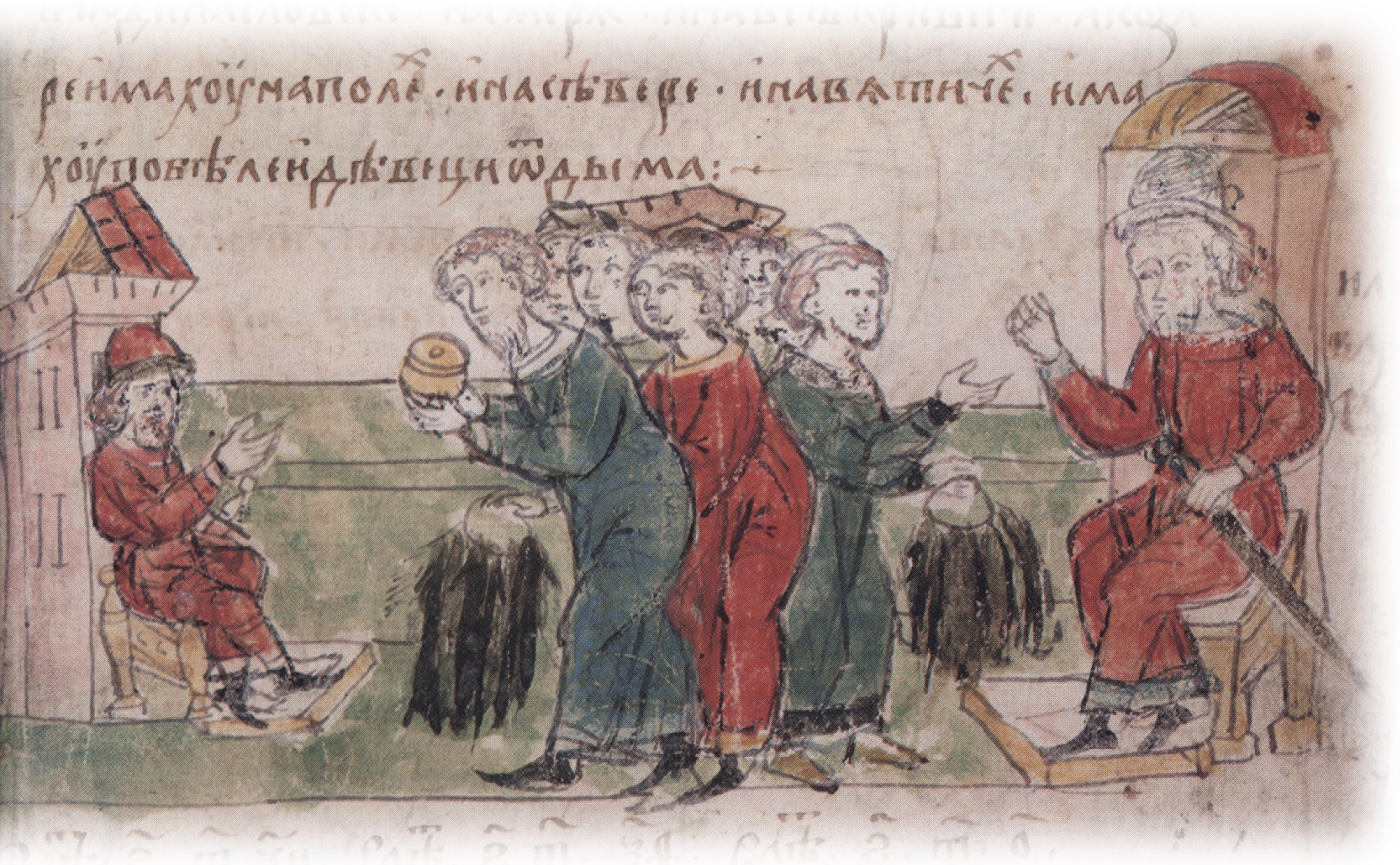
Pagamento de tributos dos eslovenos do Ilmen, kriviches, chudes e merianos aos varangianos, polanos, severianos e viatiches aos cazares (859). Miniatura da Crônica de Radziwill, final do séc. XV

A composição da associação não é clara. A maioria dos pesquisadores inclui na confederação todas as cinco tribos mencionadas na crônica sobre a expulsão e convocação dos varangianos. De acordo com Valentin Sedov, incluía apenas os eslovenos do Ilmen, kriviches e merianos. A tribo fino-úgrica chude, segundo Sedov, participou das atividades comerciais da confederação. O historiador Aleixo Shakhmatov acreditava que o aparecimento da tribo chude na crônica é uma inserção tardia.
Valentin Yanin e Marco Aleshkovski expressaram a opinião de que estamos falando apenas de residentes de três aldeias multiétnicas no local da futura Novogárdia Se estivermos falamos de todos os eslovenos do Ilmen, não está claro quem eram os outros participantes na associação. Os kriviches poderiam ser todos portadores deste etnônimo, residentes de um grande território do curso superior do Dvina Ocidental, Volga e Dniepre ou apenas a parte de Pskov dos kriviches ou o grupo kriviche no território dos eslovenos do Ilmen (Demétrio Machinski). De acordo com o Código Inicial, a comunidade de língua finíca incluía os merianos, ou seja, os habitantes da região do Alto Volga; de acordo com o Conto dos anos passados - também os chudes. "Chude" poderia ser a designação de várias comunidades de língua fínica; poderia significar os ancestrais dos estonianos ou a comunidade de língua fínica do território da futura Terra de Novogárdia.

## Núcleos tribais

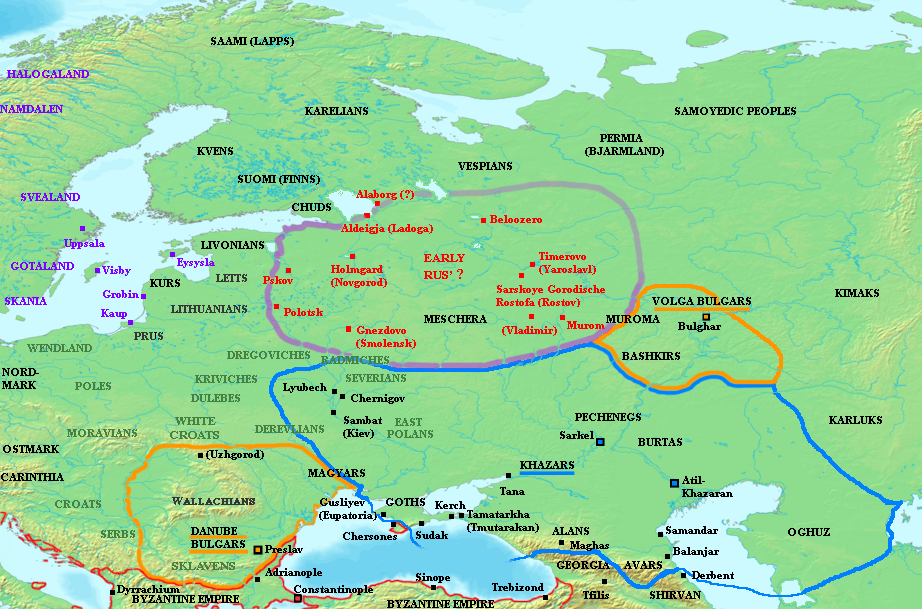
Holmgard (suposta Novogárdia) no mapa da antiga Rus (Gardariki)

Os especialistas acreditam que o assentamento de Novogárdia era o núcleo administrativo dos eslovenos do Ilmen, Sarskoie e Timerevo eram núcleos administrativos dos merianos e Izborsk, Pskov e Polotsk eram núcleos tribais dos kriviches.
Como o principal núcleo administrativo para o qual Rurik deveria ser convidado posteriormente, as crônicas mencionam Ladoga e Novogárdia, mas materiais arqueológicos especificam que o assentamento em Novogárdia surgiu apenas na segunda metade do séc. X. Na opinião de alguns historiadores, os anais transferem o nome da moderna cidade de Novgorod para um assentamento mais antigo, que era Gorodishche. Hipoteticamente, esse assentamento poderia usar o nome Kholm-gorod (em russo antigo: Хълмъ-городъ), que se reflete na forma escandinava antiga Hólmgarðr (Holmgard). Também não está excluída a variante que significava Kholm - um região de Novogárdia no sul do extremo eslavno, mencionado nas crônicas.
Análises de radiocarbono sugerem que o Gorodishche existia pelo menos desde o final dos anos 700 e, a julgar pela datação da época em que a vala foi cavada, a data da fundação do assentamento deve ser deslocada para o início dos anos 700.

## Lideres
Os nomes de qualquer um dos anciãos da confederação não são conhecidos ao certo, mas se Gostomisl não fosse um personagem lendário, mas uma figura histórica real, então, segundo os historiadores, ele poderia ser um dos governantes desta entidade política.